# 江崎惇
江崎 惇（えざき あつし、1915年9月28日 - 1995年1月8日）は日本の小説家。

## 経歴
静岡県出身。慶應義塾大学を卒業後、放送局勤務を経て作家活動に入る。主に時代小説の分野で活躍した。

## 受賞歴
- 1978年　『蛇捕り宇一譚』で第5回日本作家クラブ賞

## 主な作品
- 民謡に見る静岡の歴史（1975年、新人物往来社）
- 蛇捕り宇一譚（1977年、新人物往来社）
- 誰も書かなかった清水次郎長（1979年、スポニチ出版）
- 秀吉と五人の女（1980年、スポニチ出版）
- 頼朝をめぐる女たち（1980年、スポニチ出版）
- 遼陽城頭夜は闌けて　軍神橘中佐の生涯（1981年、スポニチ出版）
- 徳川家康と女人たち（1983年、新人物往来社）
- 真説 清水次郎長（1983年、学習研究社）
- 実録 川上貞奴　世界を翔けた炎の女（1985年、新人物往来社）
- 史実 山田長政（1985年、新人物往来社）
- ドキュメント 明治の清水次郎長（1986年、毎日新聞社）
- 侍たちの茶摘み唄（1992年、鷹書房）